# Neporadza (Trenčín)
|  | No s'ha de confondre amb Neporadza (Banská Bystrica). |

Neporadza és un poble i municipi d'Eslovàquia que es troba a la regió de Trenčín.

## Història
La primera menció escrita de la vila es remunta al 1289.

## Demografia
| Godina             | 1994 | 2004   | 2014   | 2024   |
| ------------------ | ---- | ------ | ------ | ------ |
| Nombre de persones | 835  | 773    | 797    | 802    |
| Diferència         |      | −7,42% | +3,10% | +0,62% |

| Godina             | 2023 | 2024   |
| ------------------ | ---- | ------ |
| Nombre de persones | 794  | 802    |
| Diferència         |      | +1,00% |